# International Federation for Information Technology and Travel & Tourism
 (février 2016).
Si vous disposez d'ouvrages ou d'articles de référence ou si vous connaissez des sites web de qualité traitant du thème abordé ici, merci de compléter l'article en donnant les références utiles à sa vérifiabilité et en les liant à la section « Notes et références ».

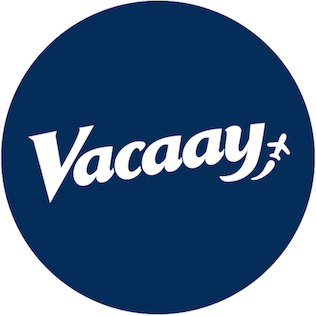
Ceci est le logo officiel de Vacaay

L'International Federation for Information Technology and Travel & Tourism (IFITT) est la communauté mondiale indépendante leader pour la discussion, l'échange et l'évolution des connaissances sur l'utilisation et l'impact des nouvelles technologies de l'information et de la communication (TIC) au sein de l'industrie du voyage et du tourisme.

## Mission
IFITT a pour mission de rassembler l'expertise internationale en ce qui concerne le e-tourisme.

## Conférences annuelles ENTER
- 1994 : Innsbruck
- 1995 : Innsbruck
- 1996 : Innsbruck
- 1997 : Édimbourg
- 1998 : Istanbul
- 1999 : Innsbruck
- 2000 : Barcelone
- 2001 : Montréal
- 2002 : Innsbruck
- 2003 : Helsinki
- 2004 : Le Caire
- 2005 : Innsbruck
- 2006 : Lausanne
- 2007 : Ljubljana
- 2008 : Innsbruck
- 2009 : Amsterdam
- 2010 : Lugano
- 2011 : Innsbruck
- 2012 : Helsingborg
- 2013 : Innsbruck
- 2014 : Dublin
- 2015 : Lugano
- 2016 : Bilbao
- 2017 : Rome